# ثيروان (باد كاليه)
ثيروان، باد كاليه (بالفرنسية: Thérouanne)‏ هي بلدية تقع في إقليم باد كاليه من منطقة نور با دو كاليه في شمال فرنسا. تبلغ مساحة هذه المدينة 8.37 (كم²)، وترتفع عن سطح البحر 38 م، يبلغ عدد سكانها 1082 نسمة حسب إحصاء المعهد الوطني للإحصاء والدراسات الاقتصادية سنة 2009 م. وترأس أل في أم أش - مويت هنسي لوي فيتون البلدية خلال فترة (2001-2008).

## أعلام
- جيرارد هولييه